# إيجور إيفانوف
إيغور سيرغيفيتش إيفانوف (الروسية: Игорь Сергеевич Иванов)، هو سياسي ودبلوماسي روسي، وُلد في 23 سبتمبر 1945، شغل منصب وزير خارجية روسيا من عام 1998 حتى عام 2004 في عهد كلٍّ من الرئيس بوريس يلتسين والرئيس فلاديمير بوتين.

## الحياة المبكرة
وُلد إيغور إيفانوف في عام 1945 في موسكو لأب روسي وأم جورجية تُدعى إلينا ساجيراشفيلي. تخرّج في عام 1969 من معهد موريز توريز للغات الأجنبية في موسكو (الذي يُعرف اليوم بالجامعة اللغوية الحكومية في موسكو). انضم إلى وزارة الخارجية السوفيتية عام 1973، وقضى نحو عقد من الزمن في إسبانيا. عاد إلى الاتحاد السوفيتي في عام 1983، وفي عام 1991 عُيِّن سفيرًا في مدريد.

## وزير الخارجية
عُيِّن إيفانوف وزيرًا لخارجية روسيا في 11 سبتمبر 1998. وخلال فترة توليه المنصب، عارض التدخل العسكري لحلف شمال الأطلسي (الناتو) في يوغوسلافيا، كما كان من أبرز معارضي الغزو الأميركي للعراق. لعب إيفانوف دورًا محوريًا في التوسط للتوصل إلى اتفاق بين الرئيس الجورجي إدوارد شيفاردنادزه وأحزاب المعارضة خلال "ثورة الزهور" في جورجيا عام 2003.

## روابط خارجية
- إيغور إيفانوف على موقع مونزينجر (الألمانية)
- إيغور إيفانوف على موقع إن إن دي بي (الإنجليزية)